# King Tee
King Tee (* 14. Dezember 1968 in Compton, Los Angeles County; bürgerlich Roger McBride), später King T, ist ein US-amerikanischer Rap-Künstler.

## Werdegang
King Tee ist einer der Pioniere des Westküsten-Raps. Sein erstes Album veröffentlichte er bereits in den 80er-Jahren und ist bis heute aktiv.
Er gilt als Gründer der Likwit Crew, zu der außer ihm ursprünglich nur Tha Alkaholiks gehörten. Diesem losen Künstlerkollektiv schlossen sich mit der Zeit mehrere Rapper der US-amerikanischen Westküste an. Darunter Xzibit, Defari, Phil the Agony und Lootpack.
Obwohl seine ersten drei Alben in die US-Albumcharts einstiegen, wurde er von seinem Label Capitol Records entlassen, da in dieser Zeit Rap-Musik der Westküste äußerst populär war und er nicht mit dem kommerziellen Erfolg der anderen Künstler aus dem gleichen Gebiet mithalten konnte.
1995 erhielt er von seinem neuen Label Loud Records eine neue Chance, jedoch zu einer Zeit, in der die oben angesprochene Popularität des Westküsten-Raps langsam sank. Nachdem er auch mit diesem Album keinen durchschlagenden Erfolg hatte, wurde er erneut entlassen.
Dr. Dre nahm sich ihm danach an und verpflichtete ihn für sein Label Aftermath Entertainment in dessen Anfangsphase. Dieser musste jedoch bald erkennen, dass eine neue Art von Rappern gefragt war, sodass King Tees Album – der sich inzwischen King T nennen musste, da die Rechte für „King Tee“ bei seinem alten Label lagen – nicht erschien. Es wurde später independent veröffentlicht.
Ähnlich ging es ihm bei dem ursprünglich von Eazy-E gegründeten Ruthless Records.

## Diskografie
- 1988: Act a Fool
- 1990: At Your Own Risk
- 1993: Tha Triflin' Album
- 1994: IV Life
- 1998: Ruff Rhymes (Greatest Hits)
- 1998: Thy Kingdom Come
- 2004: The Ruthless Chronicles
- 2012: Still Triflin